# Guerra cimbria
La guerra cimbria (113 a. C.-101 a. C.) se libró entre la República romana y las tribus protogermánicas de cimbrios y teutones, quienes migraban del norte de Europa hacia territorios bajo dominio romano, provocando con esto el enfrentamiento. Además, esta guerra puso en seria amenaza a Italia y a la propia Roma, algo que no sucedía desde la segunda guerra púnica.
Este enfrentamiento tuvo una repercusión enorme en la política interna de Roma y de la organización de su ejército. La guerra favoreció en gran medida la carrera política de Cayo Mario, cuyos consulados y conflictos políticos cambiaron varias instituciones políticas romanas y costumbres de la época. La amenaza cimbria, junto con la guerra de Yugurta, rey de Numidia, inspiraron las reformas de Mario de las legiones, que tendrían un efecto muy significativo en el resto de la historia de la república.
Finalmente la República ganó la prolongada y sangrienta guerra —habría que remontarse a la segunda guerra púnica para encontrar unas pérdidas equiparables— con las victorias de Aquae Sextiae y Vercellae, resultando completamente aniquiladas ambas tribus protogermánicas.

## Antecedentes
Por razones desconocidas —posiblemente, debido a un cambio climático durante la Cultura de Jastorf—, durante los años 120-115 a. C., los cimbrios abandonaron sus tierras natales del mar Báltico, que comprendían la península de Jutlandia y el sur de Escandinavia. Se desplazaron hacia el sureste, uniéndose pronto sus vecinos de origen teutón. Juntos lucharon contra los escordiscos y boyenses, muchos de los cuales acabaron uniéndose a ellos.

## Transcurso de la guerra

### Derrotas iniciales romanas
En 113 a. C. llegaron a Nórico, cerca del Danubio, y hogar de los nóricos, pueblo aliado de Roma. Incapaces de repeler la nueva y poderosa fuerza invasora, los nóricos pidieron ayuda romana. Al año siguiente, el cónsul romano Cneo Papirio Carbón guio las legiones a Nórico y después de realizar una impresionante demostración de fuerza, ocupó una importante posición defensiva y exigió a los cimbrios abandonar la provincia inmediatamente. Estos pensaban cumplir pacíficamente las demandas de los romanos, hasta que descubrieron que Papirio Carbón les estaba preparando una emboscada. Enfurecidos por esta traición, cimbrios y teutones atacaron a los romanos, destrozando gran parte de las legiones, y casi capturando al propio cónsul, en la batalla de Noreya.
De esta manera, Italia quedó expuesta a la invasión. Sin embargo, los cimbrios y sus aliados no cruzaron los Alpes, sino que marcharon al oeste, para entrar en la Galia. En 109 a. C., invadieron la provincia romana de la Galia Narbonense derrotando al ejército romano, que estaba bajo el mando de Marco Junio Silano. Durante el mismo año, también vencieron a otro ejército romano en Burdigala (actual Burdeos), muriendo en combate su comandante y también cónsul, Lucio Casio Longino Ravila. En 107 a. C. los romanos perdieron nuevamente, esta vez contra los tigurinos, uno de los pueblos de los cantones helvecios, quienes eran aliados de los cimbrios tras su paso por los Alpes.

### Desastre en Arausio

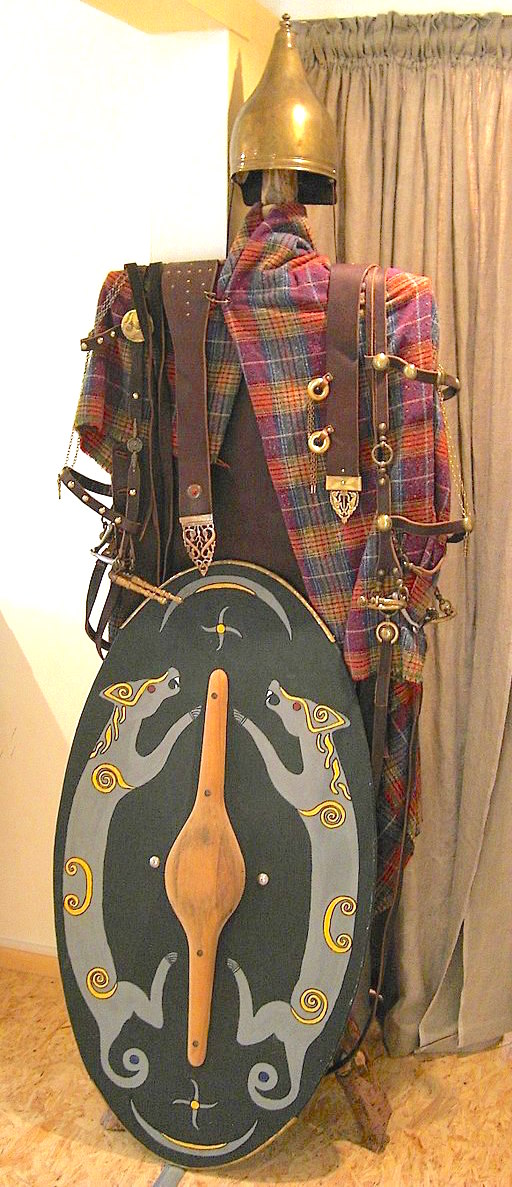
Equipamiento celta medio de la época.

En 105 a. C., Roma y sus nuevos líderes, el procónsul Quinto Servilio Cepión y el cónsul Cneo Malio Máximo, decidieron expulsar a los invasores, resolviendo el asunto de una vez por todas. Para ello, la República envió al mayor ejército nunca visto desde la segunda guerra púnica —probablemente, el mayor de toda la historia de Roma— a la zona, compuesto por 80 000 legionarios y 40 000 auxiliares, incluyendo al personal no combatiente. Esta fuerza estuvo dividida en dos, siendo liderada cada parte por uno de los cónsules.
Cada cónsul guio sus legiones por cuenta propia hacia el río Ródano, a su paso por Orange, y situaron su campamento en orillas opuestas. Los dos comandantes romanos desconfiaban entre sí, por lo que sus ejércitos, en vez de actuar como una fuerza abrumadora en la misma dirección, serían entidades independientes separadas por cimbrios, teutones y sus aliados. El orgullo de Cepión llegó a tal extremo que optó por atacar sin el apoyo de Máximo, consiguiendo que sus legiones fueran aniquiladas y su campamento asaltado. Las rodeadas y desmoralizadas tropas de Malio Máximo fueron vencidas fácilmente. Los que no caían en combate, se ahogaban en el río, intentando escapar.
La batalla de Arausio supuso la peor derrota sufrida desde Cannas. De hecho, las pérdidas humanas son mucho mayores, y sus consecuencias, más duraderas en el tiempo. Para cimbrios y teutones supuso una gran triunfo, pero al no aprovecharlo, sembraron las semillas de su destrucción. En lugar de reunir a sus aliados y marchar sobre Roma, en 104 a. C. los cimbrios penetraron en Hispania hasta que fueron derrotados por una coalición de celtíberos, mientras que los teutones hicieron incursiones en la Galia. Los motivos por los cuales no invadieron Italia siguen siendo un misterio. Tal vez pensaron que un saqueo en la Galia sería más fácil. Posiblemente también, ellos podrían haber tenido numerosas bajas, sintiendo que no eran todavía una fuerza lo suficientemente fuerte como para luchar con los romanos en sus tierras. Con sus temerarias tácticas de batalla, incluso sus victorias podrían haber sido costosas. Theodor Mommsen escribió sobre sus métodos de batalla:

Su sistema de enfrentamiento fue sustancialmente el de los celtas de este período, quienes ya no luchaban, como anteriormente lo hacían celtas italianos, con la cabeza descubierta, y solamente con una espada y una daga, sino con cascos de cobre con frecuencia lujosamente adornados, y con una peculiar arma, la materis; las espadas largas seguían utilizándose, así como un escudo largo y estrecho, lo que podría indicar que también gustaban de cotas de malla. Poseían caballería, pero los romanos eran superiores en aquel momento. Su orden de batalla tenía tanto de brusco como de antiguo. Se formaban en falanges con el mismo número de filas de amplitud como de profundidad, siendo atados con cuerdas y grilletes los componentes de la primera fila en las batallas peligrosas.
Theodor Mommsen,"Historia de Roma"

Así pues, con estas desventajas tácticas que les hacen basarse en la superioridad numérica y en su propio valor, consiguieron la victoria aprovechándose de los errores cometidos por los comandantes romanos. No obstante, pronto se enfrentarían a un general romano, que raramente cometía errores, a la cabeza de un nuevo ejército que resultaría ser un enemigo mortal.

### La guerra bajo Mario

#### Reformas de Mario

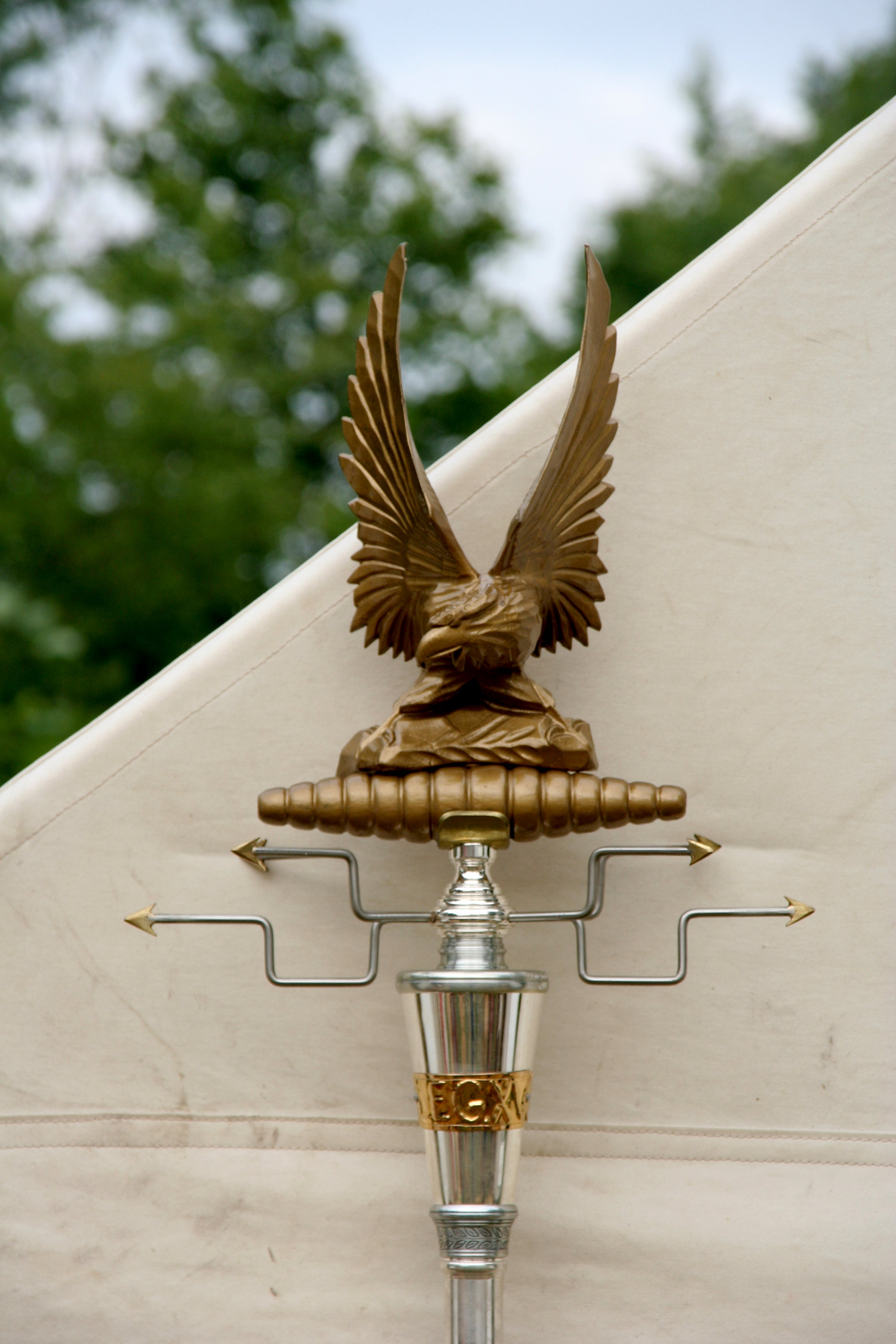
El águila romana, emblema que debía cuidar cada legión.

A raíz de la catástrofe de Arausio, el miedo sacudió la república hasta los cimientos. El terror cimbrio se presentía en las calles, los romanos esperaban que los bárbaros llegaran a sus puertas en cualquier momento. En esa atmósfera de pánico y desesperación, se declaró una situación de emergencia. La constitución fue ignorada y Cayo Mario, vencedor en la guerra de Yugurta, es elegido cónsul por un periodo consecutivo de cinco años, empezando en 105 a. C., cosa sin precedentes en la historia de la república y completamente ilegal, ya que sólo se podía ser cónsul una vez cada diez años. Además, fue nombrado imperator, comandante supremo del ejército, con poderes sin precedentes que usó para transformar el ejército en la mejor fuerza militar de la Edad Antigua.
Hasta ese momento, el ejército estaba formado obligatoriamente por romanos de buenas raíces y con posesiones de tierra, pues creían que el mejor soldado era aquel cuyo honor y capital estuviera en juego ante cada peligro que tuviera Roma. Mario cambió todo esto por una fuerza compuesta de campesinos procedentes de Roma y además de cualquier ciudad italiana, sin tierras ni esposa que le hicieran pensar en abandonar la legión, y sobre todo, voluntarios a sueldo del estado. Mejoró y normalizó el entrenamiento, las armas, las armaduras y el equipo de campaña. También modificó la estructura organizativa de la legión, dividiéndola en cohortes haciéndola más dinámica y flexible. Junto con estas disposiciones, entraron en vigor nuevas normas y un nuevo símbolo, el águila, enseñando a sus tropas a venerarla y a que impidieran que cayera en manos enemigas. Se dice que esta infantería fue el primer ejército profesional de la historia.
Aunque el asustado senado y el pueblo romano lo catapultaron al poder, Mario no olvidó que el error cimbrio y teutón de no marchar sobre Italia le estaba permitiendo reorganizarse. Él no iba a cometer el mismo error. Pronto se enfrentarían a un general brillante y despiadado.

#### Movimientos germánicos
Los germanos eran tribus desorganizadas. Además, una de sus costumbres consistía en no quedarse en el lugar donde hubieran tenido que luchar por su posesión. Por ello, a pesar de haber vencido varias veces a los romanos, siempre volvían sobre sus pasos. Pero todo esto iba a cambiar. Boiorix, rey cimbrio, también se erigió líder de todas las tribus implicadas en la migración. Aprendió latín, estudió a los romanos a través de los prisioneros capturados y decidió que con sus fuerzas era posible vencer a Roma mediante un plan brillante: Dividir en tres grupos a todas las tribus, que ya superaban el millón de efectivos, e invadir Italia desde tres puntos distintos a la vez, partiendo desde los Alpes. De esta forma, Boiorix forzaría también la división de las menos numerosas legiones romanas, a la vez que le sería más fácil abastecerse. Cada grupo tenía el tamaño suficiente para ser una terrible amenaza para los romanos, pero no tan grande como para volverse ingobernable, ya que los pasos de los Alpes eran estrechos y dificultosos.
Teutobod entraría con los teutones y ambrones por el oeste, cerca de Aquae Sextae. Él mismo marcharía sobre Roma por el norte junto a los cimbrios, por un paso cerca de la actual Verona. El resto de las tribus entraría en Italia por el paso más oriental de los Alpes, el paso de Tergeste.

#### La venganza de Roma

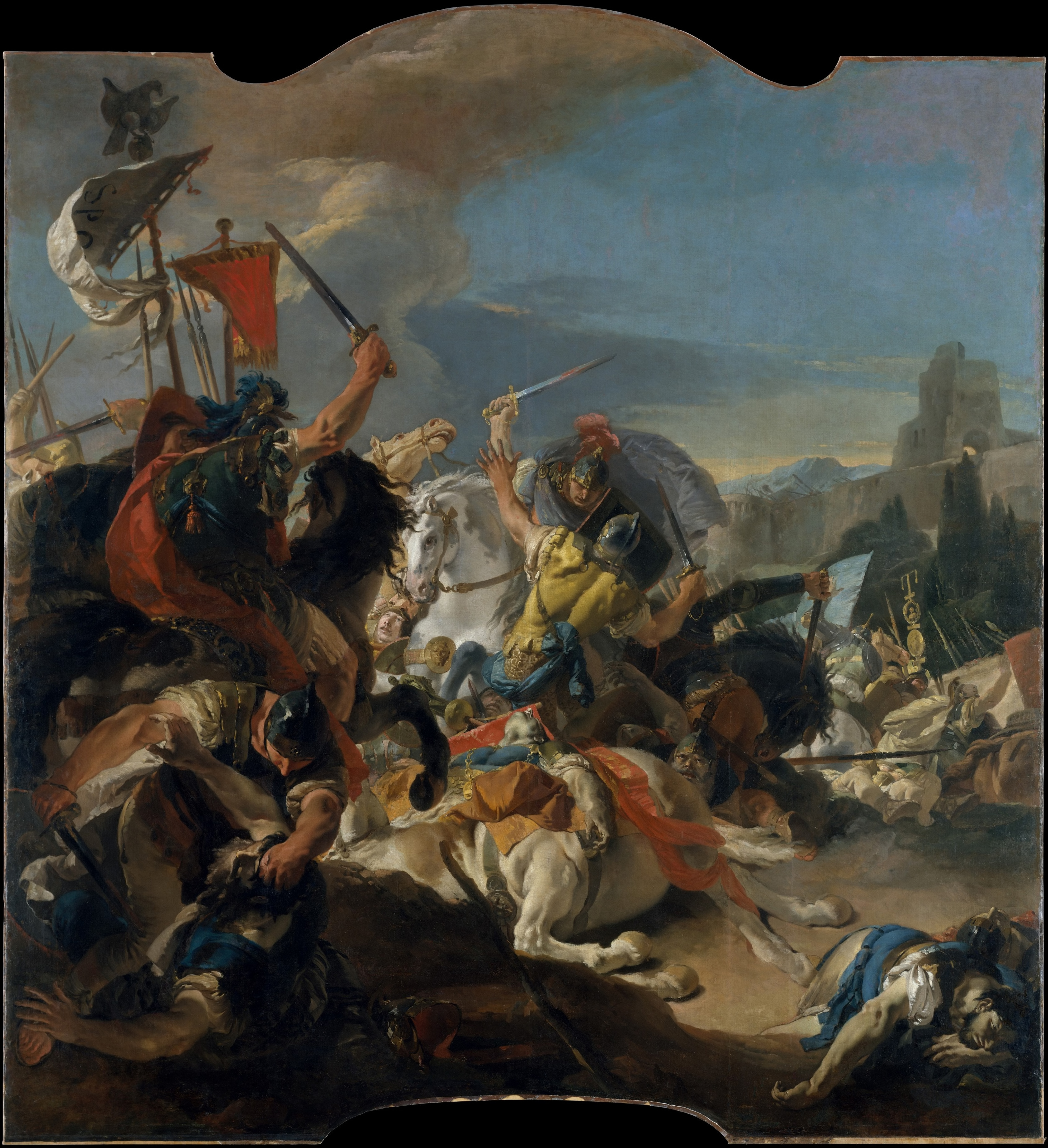
La batalla de Vercelae, por Giovanni Battista Tiepolo, 1725-1729.

Conocedor de los planes germánicos, Mario ya había enviado al procónsul Quinto Lutacio Cátulo a interceptar a los cimbrios. El plan consistía en vencer a cimbrios y teutones por separado y a la vez, para luego unir las legiones de ambos cónsules y marchar juntos sobre el tercer grupo de tribus germánicas. Sin embargo, Mario dudaba de las capacidades militares de Cátulo, así que ordenó a su joven rival, pero en este momento aliado forzoso Lucio Cornelio Sila, que lo acompañara e incluso que lo relevara del mando si este ponía en peligro al ejército.
En el 102 a. C., Mario estaba preparado para enfrentarse a los teutones, que mientras tanto habían estado saqueando Massilia (la actual Marsella). Escogió el terreno cuidadosamente y levantó un campamento fortificado en lo alto de una colina, cerca de Aquae Sextae, donde continuamente incitaría a los teutones y a sus aliados ambrones a que lo atacaran. Una vez que éstos picaron el anzuelo, una fuerza compuesta por cinco cohortes formada por los legionarios más fuertes, que previamente había escondido Mario en un bosque cercano, cayeron por la espalda del enemigo, capturando a su rey Teutobod y masacrando a los germanos. Pero en Aquae Sextae solo se consiguió un empate: a pesar de que ambrones y teutones habían sido eliminados, los cimbrios y el tercer grupo de invasión, compuesto mayoritariamente por queruscos y marcomanos, aún eran unas fuerzas muy poderosas.

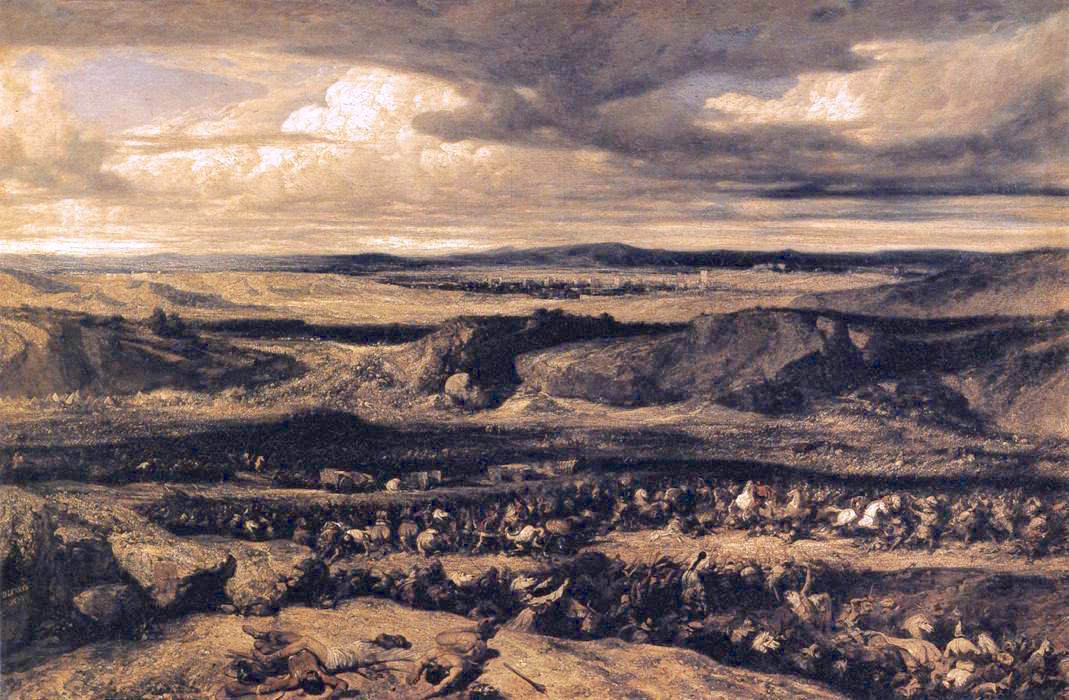
Alexandre-Gabriel Decamps, La derrota de los cimbrios, 1833

En 101 a. C., los cimbrios cruzaron los Alpes. Cátulo, como había previsto Mario, estaba acampado en un emplazamiento pésimo, un estrecho valle fácilmente rodeable, donde solo era cuestión de tiempo que los germanos, muy superiores numéricamente, los encerraran y masacraran. Sila causó un motín entre los centuriones, consiguiendo que Cátulo entrara en razón y retrocediera hacia posiciones más favorables sin presentar combate. Por ello, cruzó el único puente sobre el río Po que había en el valle, a pesar de tener que ceder territorio romano a los cimbrios. Durante el ordenado repliegue al mando de Sila, se produjeron pequeñas escaramuzas entre la caballería cimbria y tropas auxiliares samnitas, aliados de Roma.
Sila opinaba que los cimbrios perderían un precioso tiempo en saquear esas fértiles tierras antes de seguir con la invasión, tiempo en el cual Mario debía de reunirse con él, junto con las victoriosas legiones de Aquae Sextiae. Hechos que finalmente ocurrieron tal y como había previsto. Además, la tercera invasión germánica se había dado la vuelta antes de entrar en Italia, tras conocer la fatídica derrota de los teutones y ambrones a manos de Mario. La balanza empezaba a inclinarse hacia el lado romano tras más de diez años de crisis.
Sería en Vercellae, cerca del río Sesia, donde Mario volvería a demostrar la superioridad de las nuevas legiones y caballería romanas. En la devastadora derrota, los cimbrios fueron virtualmente aniquilados, muriendo dos de sus líderes, Lugius y su rey, Boiorix. En un último episodio de esta cruenta guerra, las mujeres cimbrias mataron a sus hijos y se suicidaron para evitar una vida en esclavitud.

## Consecuencias

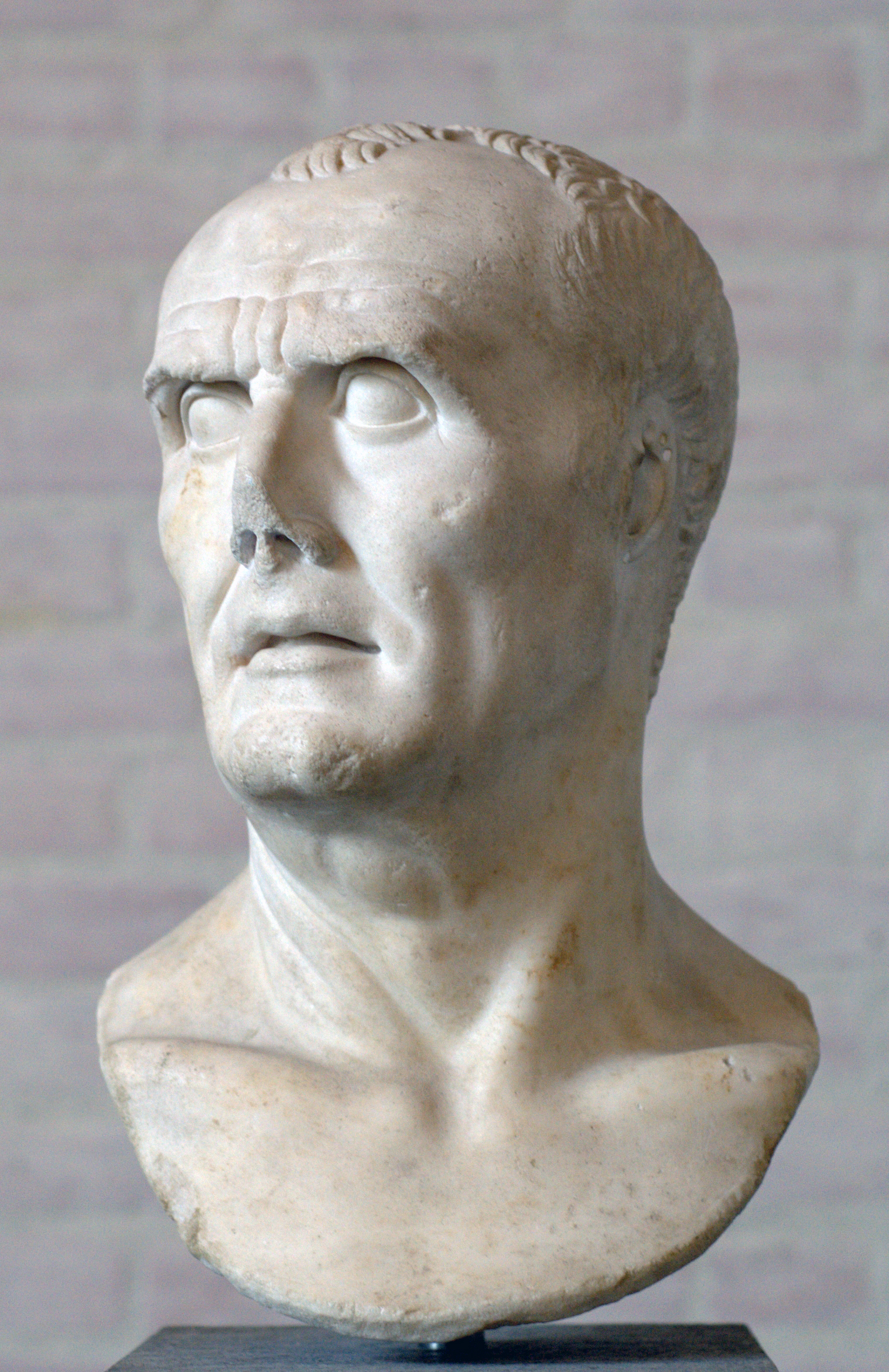
Busto de Cayo Mario

Los cimbrios no fueron borrados completamente de la faz de la tierra. Un pequeño grupo remanente de cimbrios y teutones siguieron conviviendo en Jutlandia por lo menos hasta el siglo I, aliados con los boios. Esta mezcla de tribus también se las vería con el sobrino de Cayo Mario, Cayo Julio César, durante sus campañas de conquista.
Pasaría otro siglo antes de que los romanos volvieran a caer ante tribus germánicas, en la batalla del Bosque de Teutoburgo. Y serían también los germanos los que acabarían con el imperio de la ciudad eterna, algunos siglos más tarde.
Las consecuencias políticas resultantes de la guerra tendrían un efecto más inmediato y duradero en Roma. Con el fin de la guerra cimbria daría comienzo la rivalidad entre Sila y Mario, lo que finalmente conduciría a Roma a una guerra civil. Además, a raíz de la victoria final en Vercellae, Mario dio la ciudadanía romana a sus legiones italianas aliadas, alegando que no podía distinguir entre la voz de un aliado y la de un romano en el fragor de la batalla. De ahora en adelante todas las legiones italianas serían legiones romanas y en lo sucesivo, las ciudades italianas buscarían una mayor participación en la política exterior de Roma, lo que provocaría una guerra Social.
Mario pudo ser el salvador de Roma, pero también inició el principio del fin de su sistema de gobierno basado en la república aristocrática. La nueva clase de legionarios, formados por campesinos sin tierras y ciudadanos empobrecidos, a pesar de que juraban lealtad al emblema SPQR, en realidad se sentían atraídos por el que los entrenaba, dirigía y, sobre todo, el que les pagaba: su comandante. Además, las reformas del ejército transformaron a las legiones en la mejor fuerza militar de la época (y posiblemente de la historia), consiguiendo una fuerza militar profesional, al ser cada soldado instruido, equipado y pagado; y permanente, pues los legionarios eran gente sin ningún tipo de bienes ni negocios que gestionar, por lo que podían servir ininterrumpidamente en la legión el tiempo que fuera necesario, lo que a su vez permitía que las legiones romanas incursionaran en territorios cada vez más alejados.
Generales como el mismo Mario, Sila, Craso, Pompeyo, Julio César, Marco Antonio y, por supuesto, Octavio Augusto, convertirían poco a poco la república aristocrática en una autocracia.